# Мікроісторія
Мікроісторія – антропологічно орієнтований експериментальний напрям історіографії, що виник наприкінці 70-х рр. 20 ст. як реакція на кризу старої моделі соціальної історії, що ґрунтувалася на дослідженні структур "довгої тривалості", глобальних трансформацій і оперувала переважно серійними джерелами. Термін "мікроісторія" використовувався в 1950–60-ті рр. 20 ст. (Ф.Бродель, Р.Кено) переважно з негативним чи іронічним підтекстом: як історія, що переймається незначущими подіями. Своєрідними предтечами мікроісторії можна вважати американського історика Дж.-Р.Стюарта і мексиканського дослідника Л.Гонсалеса-і-Гонсалеса. Однак мікроісторія як напрям започаткована групою італійських істориків (К.Гінцбург, Е.Гренді, Дж.Леві), трибуною яких став ж. "Quaderni storici". Найвідоміші мікроісторичні роботи: "Галілей-єретик" П.Редонді, "Нематеріальний спадок" Дж.Леві, "Сир і хробаки" К.Гінзбурга, "Робітничий світ і робітничий міф" М.Грібауді, "Майстри і привілеї" С.Черутті. Інколи сюди зараховують роботи французів Е. Ле Руа Ладюрі "Монталлю" і Ж.Дюбі "Битва під Бувіном", а також американської дослідниці Н.-З.Девіс "Повернення Мартіна Герра". Яскравими теоретиками напряму виступають Х.Медик (Німеччина), Ж.Ревель і Б.Лепті (Франція). Можна говорити про внутрішню неоднорідність мікроісториків, на якій вони самі не раз наголошували, оскільки об'єднувальним моментом представників цього напряму виступає конкретна дослідницька практика ("Це – автопортрет, а не груповий портрет"; Дж.Леві).
Найхарактернішими особливостями мікроісторії є зменшення масштабу дослідження, перехід до мікроскопічного аналізу, об'єктом якого є вчинки особи, одиничні події, окремі казуси. Масштаб постає як засіб пізнання "іншого соціального" – складної мережі взаємин осіб, різних життєвих стратегій і чинників, що їх породжують, суперечностей і непослідовностей нормативних систем, які дають можливість суб'єктові конструювати "свою" історичну реальність. Основою інтерпретативної практики мікроісторії виступає інтенсивна методика, "щільний опис", що зближує її з антропологією історичною.
Мікроісторія відмовляється від розуміння контексту як єдиного, гомогенного середовища, де особа існує і під дією якого робить свій вибір. Мікроісторичні дослідження передбачає зміну процедури аналізу: не включення в наперед заданий глобальний контекст об'єкта інтерпретації, а реконструкцію множинності контекстів через досліджуваний об'єкт.
Зміни зазнав і спосіб комунікації з читачем, перед яким демонструється сам процес творення історіографічного наративу. Предметом оповіді стають дослідницькі процедури, процес формування гіпотез, верифікаційні техніки, сумніви автора, констатація відсутності джерел тощо.
Для мікроісторії характерна критика функціоналізму і відмова від релятивізму. Проблемою є поєднання індивідуалізованих та генералізованих підходів, яке й визначає напрям історіографічних дискусій щодо мікроісторії.